# Паюш, Михаил
Михаил Паюш (рум. Mihail Păiuş; 6 февраля 1983) — молдавский футболист, вратарь.

## Биография
В первой половине карьеры играл за клуб «Динамо» (Бендеры), в первых нескольких сезонах — в дивизии «А», а с 2005 года — в национальной дивизии. На высшем уровне провёл 95 матчей за бендерский клуб. В начале 2010 года перешёл в «Олимпию» (Бельцы) и выступал за неё полтора сезона. Финалист Кубка Молдавии 2010/11. В июле 2010 года сыграл свой единственный матч в еврокубках — в Лиге Европы против бухарестского «Динамо» (1:5). Затем выступал за «Зимбру» (Кишинёв), «Динамо-Авто» (Тирасполь), «Сперанца» (Ниспорены) и за команды низших лиг. Всего в высшей лиге Молдавии сыграл 175 матчей (по состоянию на конец 2022 года).
В 2019 году перешёл в клуб чемпионата Кыргызстана «Нефтчи» (Кочкор-Ата). В первом сезоне стал обладателем Кубка Кыргызстана, а в чемпионате команда заняла четвёртое место, вратарь был включён в символическую сборную чемпионата. В 2020 году со своим клубом стал бронзовым призёром, пропустил 13 голов в 13 матчах, в том числе в пяти играх отстоял на ноль. В сезоне 2020 года 37-летний молдаванин был самым возрастным игроком чемпионата Кыргызстана. В 2021 году вместе с «Нефтчи» снова стал обладателем, а в 2022 году — финалистом Кубка Кыргызстана. В 2020 и 2022 годах провёл 5 матчей в Кубке АФК. В промежутке в начале 2021 года переходил в молдавский клуб высшего дивизиона «Флорешты», однако лишь два раза попадал в заявку на матч в качестве запасного и уже в марте 2021 года вернулся в «Нефтчи».
Призывался в молодёжную сборную Молдавии, участник матчей отборочного турнира молодёжного чемпионата Европы.

## Достижения
- Финалист Кубка Молдавии: 2010/11
- Бронзовый призёр чемпионата Кыргызстана: 2020
- Обладатель Кубка Кыргызстана: 2019, 2021
- Финалист Кубка Кыргызстана: 2022